# بارهنگ بلوچستانی
بارهنگ بلوچستانی (نام علمی: Plantago stocksii) یکی از گونه‌های سرده بارهنگ است.